# McDonnell Douglas DC-9
McDonnell Douglas DC-9 este o aeronavă cu cinci rânduri de scaune, cu un singur culoar, proiectată de compania americană Douglas. A fost produs inițial ca Douglas DC-9 înainte de august 1967, moment după care compania a fuzionat cu McDonnell Aircraft pentru a deveni McDonnell Douglas. După introducerea primului său avion de linie, DC-8, în 1959, Douglas a fost interesată să producă o aeronavă potrivită rutelor mai scurte. Încă din 1958, au fost efectuate studii de proiectare; aprobarea pentru DC-9, un avion mai mic, complet nou, a venit pe 8 aprilie 1963. DC-9-10 a zburat pentru prima dată pe 25 februarie 1965 și și-a obținut certificatul de tip pe 23 noiembrie, pentru a intra în serviciu cu Delta Air Lines pe 8 decembrie.
DC-9 este propulsat de două motoare Pratt & Whitney JT8D cu turboventilator low-bypass, montate în spate, sub o coadă în formă de T pentru o aerodinamică mai curată a aripilor. Are o punte de zbor pentru două persoane și scări încorporate pentru a se potrivi mai bine cu aeroporturile mai mici. Avioanele din seria 10 au o lungime de 32 m pentru 90 de locuri. Seria 30, prelungită cu 4,5 m pentru a avea 115 locuri în economie, are o aripă mai mare și motoare mai puternice pentru o greutate maximă la decolare mai mare (MTOW); a zburat pentru prima dată în august 1966 și a intrat în serviciu în februarie 1967. Seria 20 are fuzelajul Seriei 10, motoare mai puternice și aripile îmbunătățite ale Seriei 30; a zburat pentru prima dată în septembrie 1968 și a intrat în serviciu în ianuarie 1969. Seria 40 a fost prelungită în continuare cu încă 2 m pentru 125 de pasageri, iar ultima serie, DC-9-50, a zburat pentru prima dată în 1974, prelungită din nou cu 2,5 m pentru 135 de pasageri. Când livrările s-au încheiat în octombrie 1982, fuseseră construite 976. Variante mai mici au concurat cu BAC One-Eleven, Fokker F28 și Sud Aviation Caravelle, iar cele mai mari cu Boeing 737.
Originalul DC-9 a fost urmat de a doua generație în 1980, seria MD-80, un DC-9-50 prelungit cu o aripă mai mare și un MTOW mai mare. Acesta a fost dezvoltat în continuare până la a treia generație, MD-90, la începutul anilor 1990, deoarece fuzelajul a fost din nou prelungit, echipat cu turboventilatoare V2500 high-bypass și o punte de zbor actualizată. Versiunea mai scurtă și finală, MD-95, a fost redenumită Boeing 717 după fuziunea lui McDonnell Douglas cu Boeing în 1997; este propulsat de motoare Rolls-Royce BR715. Familia DC-9 a fost produsă între 1965 și 2006, cu o livrare totală de 2.441 de unități: 976 DC-9, 1.191 MD-80, 116 MD-90 și 155 Boeing 717. În august 2022, 250 de aeronave rămân în serviciu: 31 DC-9 (cargo), 116 MD-80 (în principal cargo) și 103 Boeing 717 (pasager), în timp ce MD-90 a fost retras fără conversie cargo.

## Istorie

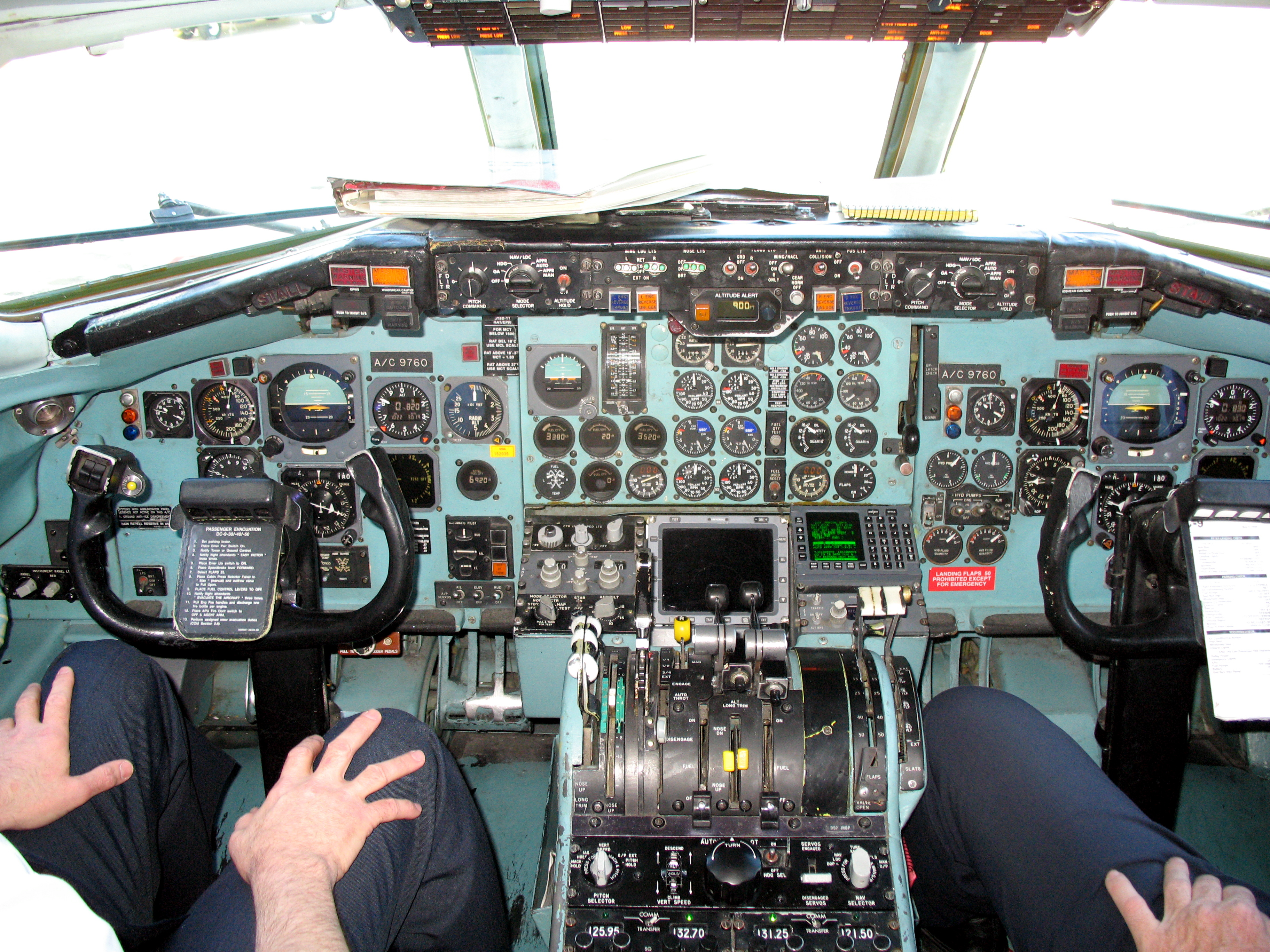
Cabina de pilotaj a unui DC-9-40 aparţinând Northwest Airlines

Anii 1960 au fost marcați de apariția avioanelor cu reacție în transportul de pasageri, revoluționând transporturile aeriene. Acestea erau însă rezervate în mare parte operațiunilor lung și mediu curier, pe liniile scurt-curier fiind trimise avioanele cu piston folosite anterior pe relațiile lungi (precum Lockheed L-188 sau Douglas DC-6). Avioanele existente în acea vreme nu se pretau la astfel de operațiuni, simțindu-se nevoia unui avion cu reacție specific pentru aceste rute.
Astfel, Douglas Aircraft Corporation a decis în 1963 să construiască un avion specializat pentru aceste rute, pentru a fi vândut alături de modelul mediu și lung-curier Douglas DC-8.
Nu a fost singurul avion de acest gen construit în perioadă, piața imensă anticipată dând naștere unui număr mare de avioane similare, toate cu un succes considerabil pe piață, precum BAC 1-11, Caravelle, Boeing 727 și Boeing 737 etc. Ca și BAC 1-11 și Caravelle, avionul a respectat rețeta tipică pentru astfel de avioane - 2 motoare poziționate dorsal pe fuselaj pentru o înălțime mică față de sol (Pratt & Whitney JT8D), coadă în formă de T pentru o aerodinamică cât mai eficiente, aripi pentru piste scurte, și o configurație tipică cu 5 locuri pe un rând (2+3).
Avionul a fost un succes categoric, 976 fiind produse până în 1982. Pentru vremea sa a fost un avion deosebit de modern, fiind unul din primele avioane de pasageri ce aveau nevoie de doar doi piloți, asigurându-se astfel economii importante. Dacă considerăm întreaga familie (până la Boeing 717), DC-9 este unul din cele mai bine vândute modele de avioane, fiind surclasat doar de Boeing 737 și Airbus A320. În plus, este unul dintre cele mai solide avioane produse vreodată, multe fiind încă în serviciu de pasageri la linii importante aeriene, chiar dacă sunt mai vechi de 30 de ani. Compania americană Northwest Airlines deține peste 100 de astfel de avioane (DC-9 din seria originală), fiind operatorul principal.

## Modele
Acestea sunt exclusiv modelele originale. Pentru modelele DC-9-80 (MD-80) și ulterioare, vizitați articolul dedicat acestora
- DC-9-10 : modelul inițial, de 31.8 metri lungime, cu o masă maximă autorizată de 41 de tone. 138 au fost produse din care 46 rămân în uz.
- DC-9-15 și DC-9-20 : variații ale modelului DC-9-10, primul oferind capacitate de combustibil și masă autorizată mai mare, pentru autonomie crescută, al doilea oferind aripi modificate și motoare mai puternice pentru operațiuni pe aeroporturi situate la altitudini mari. Foarte puține au fost produse, din care numai 2 mai sunt în uz.
- DC-9-30 : modelul principal, cu 662 de avioane produse, din care 294 rămân în uz. Avionul este mai lung cu 4.5 m, aripile fiind mai lungi cu 0.9 m. Puterea motoarelor a fost crescută de la 54.5 KN la 69 KN, iar masa maximă autorizată a fost crescută la 50 t. Operatorul principal este Northwest Airlines cu peste 70 de bucăți. 30 de alte linii aeriene mai operează acest model.
- DC-9-40 : model mai lung cu 2 m decât DC-9-30. 71 au fost produse din care 41 rămân în uz. ABX Air este operatorul principal.
- DC-9-50 : Cel mai lung model, cu o capacitate de până la 139 pasageri. Introdus în 1975, aduce un număr de îmbunătățiri, precum interioare noi, și motoare mai puțin zgomotoase. 96 au fost produse din care 57 rămân în uz.
- C-9 : Model militar, 48 au fost produse, din care 20 de C-9 Nightingale (avioane medicale pentru Armata SUA), 21 de C-9 Skytrain II pentru Marina SUA, 2 C-9K pentru Armata đin Kuwait. C-9 Nightingale a fost retras, C-9 Skytrain și C-9K rămân în uz.
- DC-9-80 : vezi MD-80.

## Detalii Tehnice
|                                           | DC-9-10                       | DC-9-21                | DC-9-30                 | DC-9-40                 | DC-9-50                 |
| Pasageri (o clasă)                        | 90                            | 90                     | 115                     | 125                     | 135                     |
| Masă maximă autorizată la decolare (MTOW) | 41,100 kg                     | 44,500 kg              | 49,900 kg               | 51,700 kg               | 54,900 kg               |
| Autonomie                                 | 1,265 mile nautice (2,340 km) | 1,850 mn (3,430 km)    | 1,635 mn (3,030 km)     | 1,685 mn (3,120 km)     | 1,635 mn (3,030 km)     |
| Viteză croazieră                          | 903 km/h                      | 896 km/h               | 917 km/h                | 917 km/h                | 898 km/h                |
| Lungime                                   | 31.82 m                       | 31.82 m                | 36.37 m                 | 38.28 m                 | 40.72 m                 |
| Anvergură aripi                           | 27.25 m                       | 28.47 m                | 28.47 m                 | 28.47 m                 | 28.47 m                 |
| Motoare (2x)                              | Pratt & Whitney JT8D-5        | Pratt & Whitney JT8D-9 | Pratt & Whitney JT8D-15 | Pratt & Whitney JT8D-15 | Pratt & Whitney JT8D-17 |
| Putere motoare                            | 62,275 N                      | 66,723 N               | 68,947 N                | 68,947 N                | 71,172 N                |